# Microstegium glaberrimum
Microstegium glaberrimum är en gräsart som först beskrevs av Masaji Masazi Honda, och fick sitt nu gällande namn av Gen-Iti Koidzumi. Microstegium glaberrimum ingår i släktet Microstegium och familjen gräs. Inga underarter finns listade i Catalogue of Life.